# Dean Komel
Dean Komel (Bilje, 7. lipnja 1960.) slovenski je suvremeni filozof.

## Životopis

### Obrazovanje
Komel je osnovnu školu pohađao u rodnome Bilju i Šempetru, a gimnaziju je završio u Novoj Gorici. Na Filizofskom fakultetu Sveučilišta u Ljubljani studirao je filozofiju i komparativnu književnost. Nakon završenog magisterija, studij nastavlja na Sveučilištu u Bochumu kod Bernharda Waldenfelsa i Klausa Helda. Doktorirao je 1995. godine s temom Hermeneutička fenomenologija tubitka i granice filozofske antropologije.

### Znanstveni rad
Od 1989. do 1997. godine bio je zaposlen na Fakultetu za društvene znanosti u Ljubljani, najprije kao znanstveni novak u Centru za proučavanje znanosti pod mentorstvom Valentina Hribara, a potom radi na novoosnovanom Odsjeku za kulturologiju. Od 1998. godine stalni je predavač na Filozofskom fakultetu u Ljubljani na Odsjeku za filozofiju. Predavao je na brojnim sveučilištima te sudjelovao na brojnim međunarodnim simpozijima od kojih je mnoge i sam organizirao. Njegov znanstveni interes obuhvaća fenomenologiju, hermeneutiku, filozofiju kulture i interkulturalnosti, filozofiju povijesti, filozofiju politike, etiku i metodologiju humanistike.
Jedan je od suosnivača, a od 1996. godine i predsjednik, Fenomenološkog društva u Ljubljani. Surađuje s brojnim međunarodnim filozofskim udruženjima i projektnim skupinama. Surađuje u uredništvu brojnih časopisa i književnih zbirki za filozofiju i kulturu (Nova Revija, Ampak, Phainomena, Orbis Phaenomenologicus, Topos, Aut, Teoria, Analecta Hermeneutica,Libri nigri - Libri virides, Prolegomena, Magazzino di filosofia, Divinatio, Bulletin heideggérien, ForHum, Creativity Studies). Suosnivač je Međunarodnog instituta za hermeneutiku (Toronto, 2001.), Srednjoeuropske konferencije za fenomenologiju, Organizacije fenomenoloških organizacija (Prag, 2002.). Od 2005. godine vodi istraživačke djelatnosti na Institutu za humanistiku Nove revije, čiji je i suosnivač, kao i međunarodnog Foruma za humanistiku (2014.) pri istoj ustanovi.

## Djela
- Fenomenologija in vprašanje biti, Obzorja, Maribor, 1993.
- Razprtost prebivanja, Nova revija, Ljubljana, 1996.
- Diagrami bivanja, FDV, Ljubljana, 1998.
- Annäherungen. Zur hermeneutischer Phänomenologie von Sein und Zeit, Nova revija, Ljubljana, 1999. (uredio)
- Osnutja, Nova revija, Ljubljana, 2001.
- Uvod v filozofsko in kulturno hermenevtiko, Filozofska fakulteta, Ljubljana, 2003.
- Identità e mediazione. Per un'ermeneutica dell' interculturalità, Edizioni Università, Trieste 2003.
- Medpotja filozofije in kulture, Litera, Maribor, 2004.
- Kunst und Sein, K&N, Würzburg, 2004. (uredio)
- Tradition und Vermittlung. Der interkulturelle Sinn Europas, K&N, Würzburg, 2005.
- Humanistični pogovori, Miš, Dob, 2007.
- Resnica in resničnost sodobnosti, Filozofska fakulteta, Ljubljana, 2007.
- Smisao posredovanja, Demetra, Zagreb, 2008. (preveo Mario Kopić)
- The Faces of Europe, Obrazi Evrope, Dean Komel/Mira Miladinović Zalaznik (uredili), Nova revija, Ljubljana, 2009.
- Intermundus. Hermeneutisch-phänomenologische Entwürfe, K&N, Würzburg, 2009.
- Potikanja, KUD Apokalipsa, Ljubljana, 2010.
- Sodobnosti, Nova revija, Ljubljana, 2011.
- Bivanja, Miš, Dob, 2011.
- Den Nihilismus verwinden, Traugott Bautz, Nordhausen 2012.
- Kontemplationen. Entwürfe zur phänomenologischen Hermeneutik, Traugott Bautz, Nordhausen, 2014.
- Obeležja smisla, Inštitut Nove revije, Ljubljana, 2016.
- Razotkrivenost prebivanja, Lara, Zagreb 2018. (prevela Ksenija Premur)
- Suvremenosti, Lara, Zagreb 2018. (prevela Ksenija Premur)
- Freiheit und Gerechtigkeit als Herausforderung der Humanwissenschaften / Freedom and Justice as a Challenge of Humanities, Mira Miladinović Zalaznik/Dean Komel (uredili), Peter Lang, Bern - Berlin - New York - Oxford - Warszawa - Wien, 2018.
- Obilježja smisla, Litteris, Zagreb 2019. (preveo Mario Kopić )
- Totalitarium, INR, Ljubljana 2019
- Mira Miladinović Zalaznik / Dean Komel (ur.), Europe at the Crossroads of Contemporary World : 100 Years after the Great War. Europa an den Scheidewegen der gegenwärtigen Welt : 100 Jahre nach dem Großen Krieg. Forhum, INR, Ljubljana 2020.
- Horizonti kontemporalnosti, Inštitut Nove revije, Ljubljana 2021.
- Cathrin Nielsen / Hans Rainer Sepp / Dean Komel (Hrsg. | Eds. | Dirs.), Eugen Fink : Annäherungen / Approaches / Rapprochements ''. Phainomena 31 | 122-123 | November 2022. Institute Nova revija in Zusammenarbeit mit: | in collaboration with: | en collaboration avec : Eugen-Fink-Zentrum Wuppertal * SIF Praha, Central-European Institute of Philosophy; https://www.phainomena.com/wp-content/uploads/2022/12/E-PHI_31_122-123_2022.pdf
- V paralaleh smisla, Inštitut Nove revije, Ljubljana 2023.
- Human Existence and Coexistence in the Epoch of Nihilism - Menschliche     Existenz und Koexistenz in der Epoche des Nihilismus. Ur. Dean Komel,     Alfredo Rocha de la Torre, Adriano Fabris. Phainomena 33 | 130-131, 2024 https://www.phainomena.com/wp-content/uploads/2024/12/E-PHI_33_130-131_2024.pdf

Na hrvatskom jeziku, izuzev brojnih rasprava u filozofskim časopisima i zbornicima, objavljene su njegove knjige Smisao posredovanja (2008.), Razotkrivenost prebivanja (2018.), Suvremenosti (2018.), Obilježja smisla (2019).

## Nagrade i priznanja
Godine 2003. nagrađen je Zoisovom nagradom Republike Slovenije za vrhunska dostignuća u znanosti.

## Vanjske poveznice
- Dean Komel, Metapolitika, metapolitika, Filozofska istraživanja 2/2004.
- Inštitut Nove revije, zavod za humanistiko (slov.)
- Phainomena, revija za fenomenologijo in hermenevtiko (slov.)